# 2,4-ДМ
2,4-ДМ, или 4-(2,4-дихлорфенокси)масляная кислота представляет собой селективный системный фенокси-гербицид.

## Физические свойства
2,4-ДМ разлагается при нагревании выше его температуры плавления. Он образует бесцветные, легковоспламеняющиеся кристаллы.

## Использование
используемый для контроля многих однолетних и многолетних широколиственных сорняков на посевах люцерны, арахиса, сои и прочих сельскохозяйственных культур. Его активный метаболит, 2,4-Д, ингибирует рост кончиков стеблей и корней. Он относится к III классу токсичности. Были продемонстрированы некоторые признаки токсичности для собак и кошек, например, изменения массы тела и уменьшение числа потомства, при скармливании 25-80 мг на килограмм веса тела в течение длительного времени. Результаты тестов на канцерогенность в этом диапазоне отличаются между собой. 2,4-ДМ умеренно токсичен для рыб.